# Pereskia stenantha

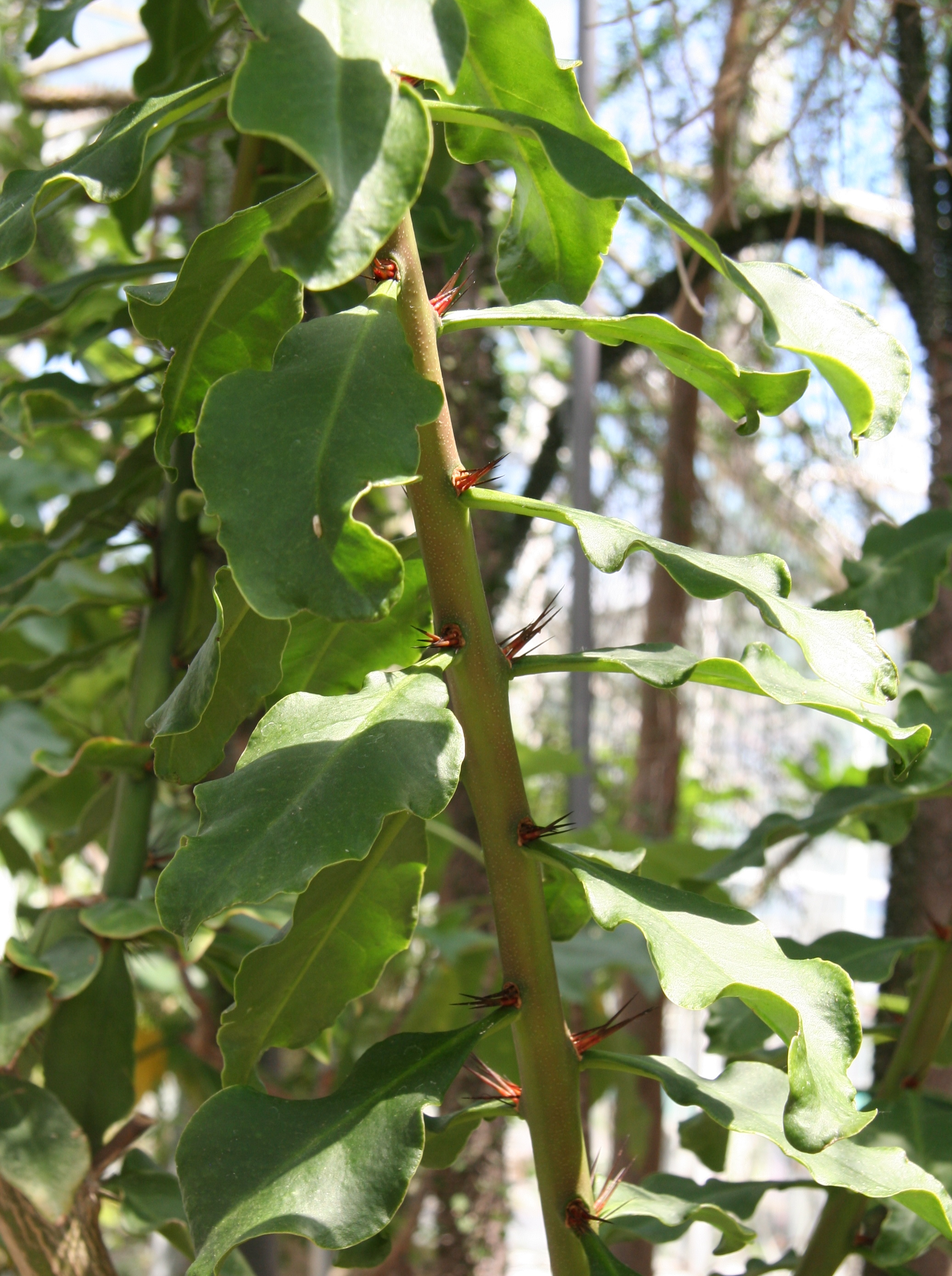
Blätter und Dornen

Pereskia stenantha ist eine Pflanzenart in der Gattung Pereskia aus der Familie der Kakteengewächse (Cactaceae). Das Artepitheton stenantha leitet sich von den griechischen Worten stenos für ‚eng‘ oder ‚schlank‘ sowie anthos für ‚Blüte‘ ab und verweist auf die schlanken, röhrenförmigen Blüten der Art. Portugiesische Trivialnamen sind „Espinha de Santo Antonio“, „Flor de Cêra“ und „Quiabento“.

## Beschreibung
Pereskia stenantha wächst strauchig bis baumförmig, verzweigt an oder in der Nähe der Basis, bildet Stämme von bis 15 Zentimetern Durchmesser und erreicht Wuchshöhen von 2 bis 4 Metern. Die unterschiedlich großen und unterschiedlich geformten Laubblätter sind gestielt, verkehrt eiförmig bis elliptisch und oft entlang der Mittelrippe leicht aufwärts gefaltet. Die Blattspreite ist 7 bis 11 Zentimeter lang und 4 bis 6 Zentimeter breit. Die Blattadern weisen 5 bis 7 Seitenverzweigungen auf. Die Mittelrippe steht an der Unterseite hervor. Die bis zu 7 steifen Dornen an den Areolen der Zweige, die auch fehlen können, stehen in Büscheln oder sind ausgebreitet und 1 bis 5 Zentimeter lang. Aus den Areolen am Stamm entspringen bis zu 40, bis 5 Zentimeter lange Dornen.
Die rosafarbenen bis etwas purpurrosafarbenen, glocken- bis urnenförmigen Blüten öffnen sich nur wenig und stehen in dichten, endständigen Blütenständen zusammen. Sie erreichen Durchmesser von 1 bis 2 Zentimetern. Die birnen- bis kreiselförmigen Früchte sind grün bis gelblich grün. Sie sind 3 bis 7 Zentimeter lang und weisen Durchmesser von 2 bis 6 Zentimetern auf.

## Verbreitung, Systematik und Gefährdung
Pereskia stenantha ist im brasilianischen Bundesstaat Bahia in der Caatinga-Vegetation in Höhenlagen von 400 bis 600 Metern verbreitet.
Die Erstbeschreibung erfolgte 1979 durch Friedrich Ritter. Ein nomenklatorisches Synonym ist Rhodocactus stenanthus (F.Ritter) I.Asai & K.Miyata (2016).
Pereskia stenantha wird in der Roten Liste gefährdeter Arten der IUCN als „Least Concern (LC)“, d. h. nicht gefährdet eingestuft.

## Nachweise